# Rabatte (Landschaftsarchitektur)

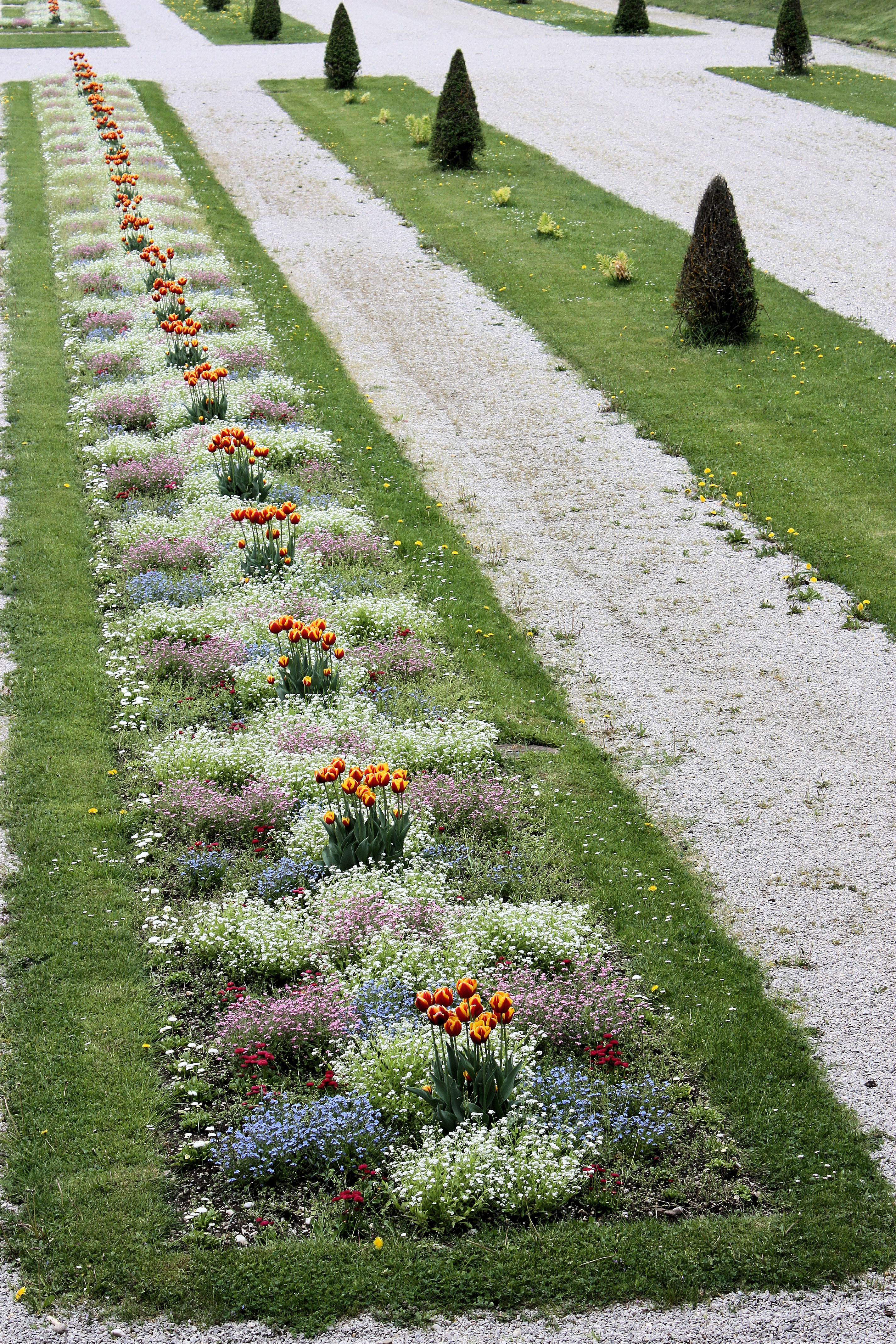
Blumenrabatte, Schlosspark Oberschleißheim

Eine Rabatte ist ein meist längliches Beet mit Zierpflanzen zur landschaftlichen Gestaltung, etwa der Abtrennung von Wegen oder Rasenflächen. Man unterscheidet Gehölzrabatten, gemischte Rabatten, eine Mischung aus Blumen und Gehölzen, und Staudenrabatten, es können jedoch auch einjährige Pflanzen und Blumenzwiebeln eingesetzt werden. Die Pflanzung ist nach landschaftsgestalterischen Gesichtspunkten ausgeführt. Auch Inselbeete, die von allen Seiten einsehbar und selten rechteckig sind, werden manchmal unter den Rabatten eingeordnet.

## Geschichte
Die Blumenrabatte entwickelte sich aus den Beeten des Nutzgartens, die zur einfachen Bearbeitung meist 1–1,3 m breit und auf beiden Seiten von Wegen eingefasst waren. Die Länge war beliebig und richtete sich nach der Gesamtgestaltung bzw. der Größe des Gartens. Die plate-bande der französischen Barockgärten sind frühe Formen solcher Rabatten. Sie konnten im Querschnitt flach, gerundet (dos d'âne) oder dreieckig (dos de carpe) sein. In den Niederlanden fanden sich solche Blumenrabatten etwa in den Gärten des Palastes von Het Loo. Im Zuge der Tulpenmanie und der allgemeinen Begeisterung für Botanik in den Niederlanden des 17. Jahrhunderts wurde besonderer Wert auf damals noch exotische Einzelpflanzen wie Tulpen, aber auch Kaiserkronen und andere Fritillarien, Krokusse, Windröschen, Gladiolen, Hyazinthen sowie Sonnenblumen und Studentenblumen gelegt. Sie standen einzeln in Rabatten, aber auch in parterres de piéces couplés, mit niedrigen Hecken eingefassten ornamentalen Beeten, umgeben von viel Erde. Im Gegensatz zu den französischen Broderien sollten hier die einzelnen Pflanzen wirken und hervorgehoben werden. Dieses Schema wurde nach der Glorious Revolution durch niederländische Gärtner in England aufgegriffen, unter anderem in Hampton Court.

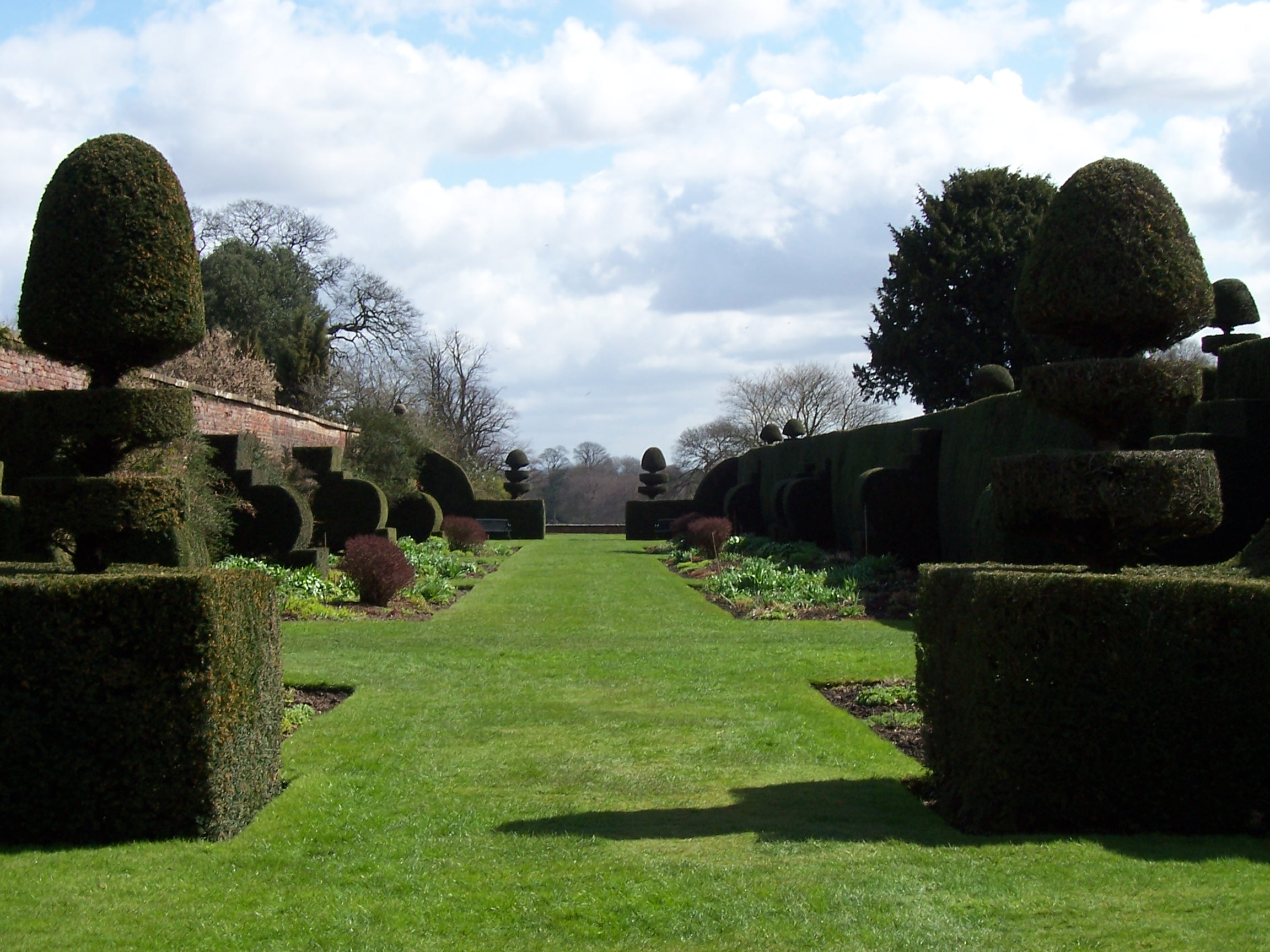
Doppelte Rabatten mit Hecken in Formschnitt in Arley Hall, Cheshire

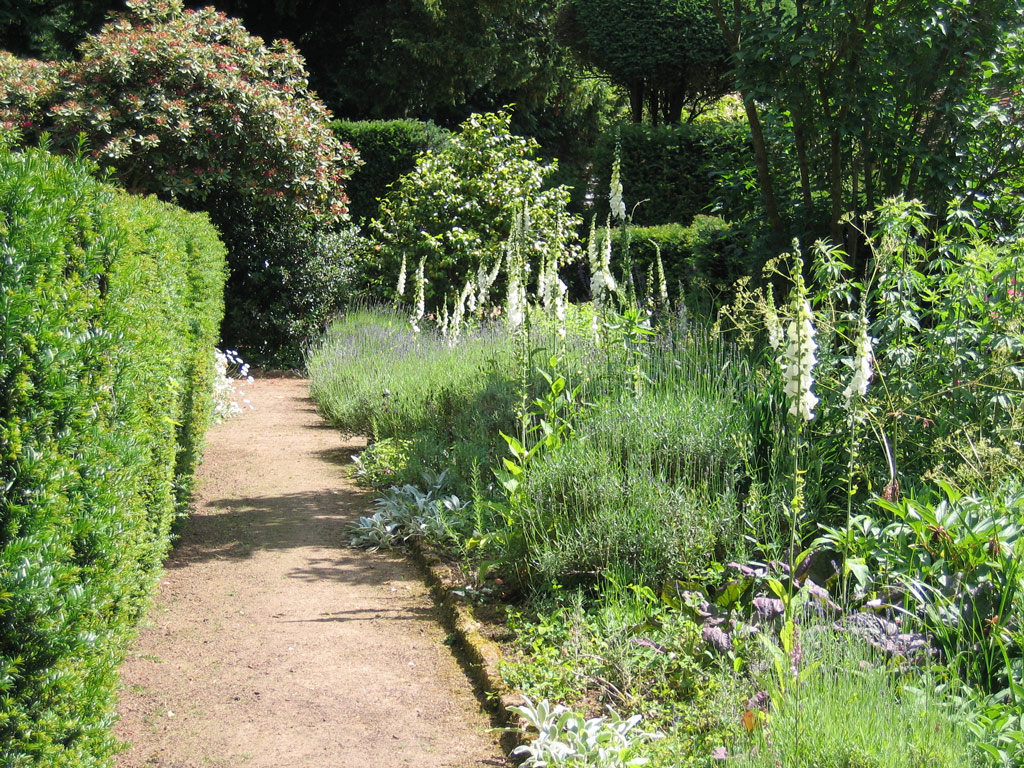
Rekonstruierte Jekyll-Rabatte in Munstead Wood

Als sich Anfang des 18. Jahrhunderts der englische Landschaftsgarten durchsetzte, verschwanden Rabatten und Broderien aus dem unmittelbaren Umfeld des Herrenhauses. Das Blumenbeet, das Blumen für Gestecke im Haus lieferte, wurde oft einem in einiger Entfernung liegenden Wirtschaftsgarten angegliedert oder in den ummauerten Garten integriert. Ende des 19. und Anfang des 20. Jahrhunderts kehrte es in veränderter Form in die Nähe des Hauses zurück. Arley Hall hatte 1846 eine der ersten doppelten Staudenrabatten. Die Rabatten wurden nun dichter bepflanzt, meist mit Gruppen gleichartiger Pflanzen, und die Auswahl an Stauden hatte sich enorm vergrößert. Erde sollte nun nicht mehr sichtbar sein. Niedrige Pflanzen standen vorne, größere weiter hinten. Allerdings kritisierte schon William Robinson dieses steife Schema und empfahl, auch einmal größere Pflanzen nach vorne zu setzen, damit das ganze "natürlicher" aussah.
Gertrude Jekyll, von Ruskin und William Turner beeinflusst, war eine der ersten, die eine Rabatte als Gesamtheit betrachtete. Sie entwickelte eine Farbabfolge von kühlen zu heißen und wieder zu kühleren Farbtönen nach dem Farbschema von Chevreul. Die Pflanzung begann mit Pflanzen mit blauen Blüten, auf diese folgten graublaue und weiße Blüten, zartrosa und blassgelb, abgelöst von gelb, orange und rot in der Mitte des Gartens. Weiter hinten wurden die Farben wieder blasser und endeten mit lila und violett. Auch die Blattfarben passten teilweise in diese Abfolge. Dieses Schema wurde in England bis ins letzte Jahrhundert mit wenigen Ausnahmen, wie Christopher Lloyd in Great Dixter, sklavisch befolgt und hat das Bild des englischen Gartens entscheidend geprägt. Pflanzengruppen sollten in geschwungenen Linien ("drifts") gesetzt werden und scheinbar natürlich ineinander übergehen. Farbkontraste und kräftige Farben waren zu vermeiden, sie galten als vulgär. Oft wurden doppelte Rabatten entlang eines Rasenstreifens angelegt, die nach hinten durch Hecken begrenzt wurden. Diese konnten entweder gerade verlaufen oder Buchten und Bastionen bilden, wie in Arley Hall. Davor lag meist ein versteckter kleiner Pfad, damit die Gärtner pflanzen und jäten konnten. Gerüste aus Haselgeflecht oder Draht (heute Plastik) sollten verhindern, dass die überdüngten Pflanzen umfielen. Damit konnten die Beete im Sommer kaum noch betreten werden, Unkräuter und Schädlinge wurden mit dem massiven Einsatz von Herbiziden und Pestiziden bekämpft. Idealerweise waren beide Rabatten identisch, was auf Grund unterschiedlicher Sonneneinstrahlung naturgemäß schwierig war.
Die Rabatten der englischen Gärten des frühen 20. Jahrhunderts wurden zunehmend hypertroph, es entwickelte sich ein regelrechter Wettstreit um die längste Blumenrabatte. Damit nahmen diese auch in der Breite deutlich zu. 2016 befand sich die längste "doppelte" Rabatte im Vereinigten Königreich mit 320 m in Kew Gardens.
| Ort                                   | Angelegt | Länge in m | Breite in m | Quelle |
| ------------------------------------- | -------- | ---------- | ----------- | ------ |
| Arley Hall, Cheshire                  | pre-1846 | 90         | -           | [ 11 ] |
| Botanic Gardens Belfast               | -        | 150        |             |        |
| Dirleton Castle                       | 1920s    | 215        |             | GWR    |
| Great Dixter                          | 1912     | 60         |             |        |
| Greenwich Park, Queen’s house         | 1925     | 200        |             | [ 12 ] |
| Hillier centenary Borders, Hampshire  | 1964     | 250        | 9           | [ 13 ] |
| Kew Gardens, Great Broad Walk Borders | 2016     | 320        |             | [ 14 ] |
| Newby Hall, Yorkshire                 | 1920s    | 172        |             | [ 15 ] |
| The Priory, Kemerton                  | 1950s    | 90         |             | [ 16 ] |
| RHS Wisley                            | 2000     | 150        | 11          |        |
| Miserden                              | -        | 100        | 5           |        |
| Waterperry, Oxfordshire               | -        | 60         |             |        |

Oudolfs "lange Rabatten", Battleston Hill, RHS Garten Wisley, 2019

Die englischen Stauden-Rabatten der edwardischen Zeit waren extrem arbeitsintensiv. Verwelkte Blüten mussten ständig entfernt, einjährige Pflanzen je nach Jahreszeit neu eingepflanzt und damals nicht winterharte Pflanzen wie Dahlien und Gladiolen im Herbst ausgegraben und eingelagert werden. Stauden wurden im Frühjahr angebunden oder in ein jährlich erneuertes Stützgitter aus Zweigen eingerüstet sowie regelmäßig alle paar Jahre geteilt. Im Herbst oder nach dem Abblühen wurden alle Pflanzen bis auf dem Erdboden zurückgeschnitten.
Nach dem Zweiten Weltkrieg setzte sich die gemischte Rabatte durch, die eine Vielzahl von Gehölzen enthielt und weniger arbeitsintensiv war. Dieser „vereinfachte Stil“ wurde vor allem von Lanning Roper und Penelope Hobhouse propagiert. Hier prägten Sträucher und Gehölze die Struktur der Rabatte, sie wurden zuerst gepflanzt. Unter den Stauden wurden solche bevorzugt, die nicht so leicht umfielen, also nicht angebunden werden mussten. Im Pflanzenhandel wurden darum verstärkt Zwergformen gezüchtet, auch wenn darunter die Wirkung der Pflanze litt.
Das Ende der Rabattenmode wurde mehrfach prophezeit, z. B. durch Constance Spry bereits 1937, die Wiesenbepflanzung für zeitgemäßer hielt, aber diese Gestaltungsform war für die Engländer fast eine Form der gartenbaulichen Besessenheit. Erst in diesem Jahrhundert setzte sich, beeinflusst durch die sogenannte "Neue niederländische Schule", hier vor allem Piet Oudolf, auch in der Gestaltung von Rabatten ein wesentlich lockerer Stil durch, der mit den Farbschemata und der Anordnung der Pflanzen nach Höhe brach und vor allem auch Gräser mit einbezog.
Pavord sieht die gemischte Rabatte als den modernen Gartentyp an. Sie enthält Sträucher für Struktur sowie Blumenzwiebeln und einjährige Pflanzen für mehr Farbe. Heutzutage ist die Unterscheidung zwischen gemischter und reiner Staudenrabatte jedoch zunehmend weniger von Belang.

## Anlage
Für einen modernen Garten hält Buczacki 5–8 m bei einer Breite von 2 m für das Mindestmaß. Die Rabatte sollte eine sonnige Lage haben.

### Hintergrund
Normalerweise hat die Rabatte eine äußere Abgrenzung, wie eine Mauer, einen Zaun oder eine immergrüne Hecke. Besonders beliebt sind Eiben, da sie sich gut beschneiden lassen, zu einer glatten Wand, oder auch zu anderen architektonischen Elementen wie Bögen, Bastionen oder Zinnen. Kingsbury hält Eibenhecken besonders für Pastellfarben geeignet, während blaue und gelbe Blüten sowie grünes Laub am besten vor einer Ziegelmauer wirken und Gräser auch bei einem offenen Hintergrund geeignet sind. Hecken haben allerdings den Nachteil, dass sie Schatten werfen, Schutz für Schnecken bieten und den Blumen Wasser entziehen. Zum Schnitt muss vor der Hecke ein kleiner Pfad angelegt werden. Besonders Eibe kann zudem sehr düster wirken und wird mit der Zeit immer dicker und unförmiger. Alternativen sind Buche oder Hainbuche.
Besonders in den Vereinigten Staaten sind Rabatten ohne hinteren Abschluss beliebt.

### Wege
In England sind mit Rasen bewachsene Wege beliebt. Alternativen sind Steinplatten (in England oft York Stone), frostfeste Ziegelsteine oder Kies. Ziegelsteine können in verschiedenen Mustern verlegt werden, besonders beliebt sind Fischgrätenmuster. Die klassische doppelte Rabatte hat schnurgerade Wege, auf denen mindestens zwei Personen nebeneinander gehen können, die Breite des Weges richtet sich aber auch nach den Maßen der Rabatten.

### Farben

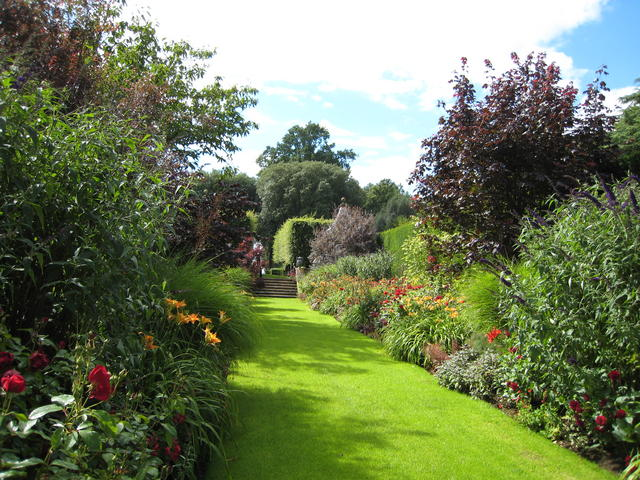
"Rote Rabatte" in Hidcote

Neben der von Jekyll propagierten Rabatte mit Farbverlauf sind auch einfarbige Rabatten beliebt, wie die "Red Border" in Hidcote, oder weiße Rabatten in Anlehnung an den weißen Garten in Sissinghurst. Berühmt waren die Farb-Rabatten der Popes in Hadspen House, die das gesamte Farbspektrum abdeckten, aber inzwischen zugunsten eines Hotels zerstört sind. Kingsbury hält auch gelbe Rabatten für möglich, während für blaue Rabatten nur wenige Pflanzen zur Verfügung stehen und rote Rabatten sehr düster wirken können, besonders, wenn auch Pflanzen mit roten Blättern eingesetzt werden. In Eaton House ergänzte Lennox-Boyd die Blaue Rabatte mit lila Farbtönen, zum Beispiel durch Nepeta grandiflora und Thalictrum delavayi, die Kombination erscheint vielen Menschen aber als unharmonisch, auch wenn sie durch weiße Pflanzen wie Rittersporn "Sir Galahad" aufgelockert wird. In Sissinghurst gibt es eine violette Rabatte, nach Lord die erste ihrer Art in Großbritannien, die aber wenig Nachahmer fand. Jekyll hatte die Verwendung von lila und purpurfarbenen Pflanzen im Garten vehement abgelehnt. Schwarze Rabatten sind ebenfalls schwer zu gestalten. In Ascott House in Buckinghamshire legte Lennox-Boyd eine doppelte braune Rabatte an, vermutlich die einzige ihrer Art. Sie ist mit einer Rotbuchenhecke, einer kupferfarbenen Rose (Julias Rose), japanischem rotblättrigen Fächer-Ahorn, Schwarzem Holunder, Perückenstrauch, Digitalis parviflora, rotblättriger Salvia officinalis, rotem Breitwegerich, Heuchera, Veilchen Molly Sanderson, Violetter Königskerze und Weißklee purpurascen gestaltet. Die Grenzen zu einer roten Rabatte sind hier offensichtlich fließend. In Eaton Hall in Cheshire existiert eine rosa Rabatte, wo Perückenstrauch "Grace", Lavatera "Burgundy Wine", rosa Lavendel, Eupatorium purpureum, Bartfaden "Hewitt's Pink" Einsatz fanden.
Bei einfarbigen Rabatten ist es besonders wichtig, dass sie eine breite Palette von verschiedenen Pflanzen- und Blattformen sowie Blattgrößen aufweisen, da sie sonst leicht sehr eintönig wirken.
Angeregt durch Christopher Lloyds tropischen Garten in Great Dixter schrieb die ehemalige Ärztin Sarah Raven ein Buch über den "Bold and brilliant garden", in dem sie Rabatten vorstellt, die durch rote, orange und gelbe Farbtöne geprägt sind. Unter den 24 Farbtönen für Rabatten dominieren Rottöne von grellrosa bis dunkelpurpur (blaustichiges Rot fehlt), dazu kommt sattgelb, Dottergelb und grüngelb sowie hellblau, preußisch Blau, Lila und Grau. Pastelltöne und weiß, das Raven zu "grell" findet, fehlen völlig. Eine solche Rabatte benötige Pflanzen mit großen Blättern und viel Grün, um zu wirken. An Pflanzen werden vor allem Tulpen und Dahlien verwendet, sowie zahlreiche einjährige Pflanzen, zum Beispiel Kosmeen, Nicotiana und Goldlack. Ravens Rabatten in "venezianischen Farben" sind Anfang der 2020er  recht populär geworden, und sie vermarktet fertig zusammengestellte Pflanzenkombinationen über ihre Internet-Gärtnerei in Perch Hill in East Sussex. Einen ähnlichen Stil propagiert der Blogger Arthur Parkinson, der durch seinen nur in Kübeln gepflanzten Vorgarten im Haus seiner Großmutter in Mill Yard in Nottingham bekannt wurde. Er verwendet Ravens Farbschema und setzt neben Dahlien Tagetes, Buddleya, Cosmos sulphureus, Rudbeckien und Sonnenblumen ein.